# 奥斯卡·施密特
奥斯卡·施密特（葡萄牙語：Oscar Daniel Bezerra Schmidt，1958年2月16日—），生于巴西城市纳塔尔（Natal, Rio Grande do Norte, Brazil），巴西国家男子篮球队退役篮球运动员。他是巴西篮球史上最伟大的运动员，职业生涯长达29年（1974-2003）。

## 职业生涯
- 曾效力球队：瓦鲁达论坛队，篮球之梦俱乐部，巴西弗拉明戈等队
- 1984年NBA选秀大会上，当时已经26岁的施密特在第六轮总第131顺位被新泽西篮网队选中，但施密特并没有选择登陆NBA。

## 成绩与荣誉
- 奥运会和男篮世锦赛历史上的得分王(1980到1996年期间五次参加奥运会总得分1093分，1988年汉城场均42.3分；世锦赛历史得分王843分)；
- 1978年男篮世锦赛铜牌；
- 1987年泛美运动会篮球决赛中，独得46分的施密特率队击败大卫·罗宾逊领衔的美国队，以120比115夺得男篮比赛冠军；
- 施密特在2010年入选FIBA篮球名人堂，2013年，入选奈史密斯篮球名人纪念堂。